# Judi Dench
Dama Judih Olivia „Judi“ Dench (York, Engleska, 9. prosinca 1934.) engleska je filmska, kazališna i televizijska glumica.

## Karijera
Svoj debi u profesionalnoj karijeri Dench je imala 1957. godine. Tijekom sljedećih nekoliko godine glumila je u Shekespearovim dramama Hamlet, Romeo i Julija i Macbeth. Nedugo zatim uključuje se u film te osvaja BAFTA nagradu za najperspektivnijeg novaka na filmu.
Tijekom iduća dva desetljeća radeći za National Theater Company i Royal Shakespeara Company postala je jedan od najznačajnijih britanskih kazališnih izvođača. Na televiziji se pojavljivala u razdoblju od 1981. do 1984. u serijama „A fine romance“, te od 1992. godine kada je glumila u seriji „As time goes by“.
Njezini nastupi na filmu bili su rijetki i slabo zapaženi sve do 1995., kada se prvi puta pojavljuje u ulozi „M“ u filmu „Golden eye“ iz serijala o Jamesu Bondu. Sljedećih je godina primila nekoliko značajnih filmskih nagrada glumeći u sljedećim filmovima: „Mrs. Brown“ (1997.), „Shakespeare in Love“ (1998.), „Chocolat“ (2000.), „Iris“ (2001.), „The Last of the Blonde Bombshells“ (2001.), „Mrs Henderson Presents“ (2005.) te „Notes on a Scandal“ (2006.).
Judi Dench ukupno je primila 10 BAFTA nagrada, 7 Laurence Olivier nagrada, 2 nagrade Screen Actors Guild, 2 Zlatna globusa, 1 nagradu Akademije te 1 nagradu Tony.

## Privatni život
Oba roditelja Judi Dench bili su liječnici. Godine 1971. Judi se vjenčala s britanskim glumcem Michaelom Williamsom. Zajedno su imali samo jedno dijete, Taru Cressidu Williams, rođenu 24. rujna 1972. Tara se također bavi glumom, a poznatija je pod umjetničkim imenom Finty Williams. Michael Williams preminuo je 2001., u 65. godini, od raka pluća.